# Honza Dědek
Jan Dědek (* 14. března 1972 Praha) je český novinář, moderátor a hudební publicista.

## Životopis
Vystudoval SPŠ stavební a v roce 1992 se stal redaktorem v časopise Rock & Pop a činný zde byl až do roku 1997. V té době zároveň přispíval i do dalších periodik jako byly hudební časopis UNI, časopisy Audio-video Revue, Stereo & Video, Xantypa a deník Večerník Praha. Po ukončení svého působení v časopise Rock & Pop publikoval své články jednak v celostátních denících Mladá fronta DNES a Lidové noviny, ale také v časopisech Mladý svět, Elle a Premiere a dále pak i na internetovém portálu Novinky.cz. V letech 2000–2010 byl redaktorem časopisu Reflex. Zhruba do října 2012 přispíval do přílohy Pátek deníku Lidové noviny rubrikou NEJ HITY. Je moderátorem talkshow 7 pádů Honzy Dědka na TV Prima a soutěžního pořadu Jukebox Honzy Dědka na TV Seznam, který moderuje společně s Anetou Kratochvílovou.
S partnerkou Terezou Cibulkovou má dceru Jasmínu Annu, která se narodila 4. dubna 2025.

## Knihy
- Šrouby do hlavy (2000) – biografie skupiny Lucie
- Live (2004) – kniha sebraných rozhovorů
- Vzpomínky na 20. století (2006) – kniha sebraných rozhovorů
- Zub času (2012) – knižní rozhovor s Josefem Vlčkem[6]

## Články
- Exkluzivní blogy Honzy Dědka z 45. MFF Karlovy Vary pro HN

## Pořady
- HitStory (autor pořadu, moderátor)
- Musicblok (námět a scénář)
- Duety… když hvězdy zpívají (webový reportér)
- 13. komnata Jana Nedvěda (námět a scénář)
- 13. komnata Borise Hybnera (námět a scénář)
- 13. komnata Michala Davida (námět a scénář)
- 13. komnata Marty Jandové (námět a scénář)
- 13. komnata Bořivoje Navrátila (námět a scénář)
- 7 pádů Honzy Dědka (moderátor)
- Jukebox Honzy Dědka (moderátor)

## Seriály
- 2020 – sKORO NA mizině (sám sebe)
- 2021 – Pěstouni (fiktivní sitcom)